# Denver Nuggets 2011-2012
La stagione 2011-12 dei Denver Nuggets fu la 36ª nella NBA per la franchigia.
I Denver Nuggets arrivarono secondi nella Northwest Division della Western Conference con un record di 38-28. Nei play-off persero al primo turno con i Los Angeles Lakers (4-3).

## Roster
| N° | Naz.                   | Ruolo | Sportivo         | Anno | Alt. | Peso |
| -- | ---------------------- | ----- | ---------------- | ---- | ---- | ---- |
| 0  | Stati Uniti (bandiera) | A     | DeMarre Carroll  | 1986 | 203  | 96   |
| 1  | Stati Uniti (bandiera) | GA    | Jordan Hamilton  | 1987 | 201  | 100  |
| 3  | Stati Uniti (bandiera) | G     | Ty Lawson        | 1987 | 180  | 88   |
| 5  | Stati Uniti (bandiera) | G     | Rudy Fernández   | 1985 | 198  | 84   |
| 6  | Stati Uniti (bandiera) | G     | Arron Afflalo    | 1985 | 196  | 98   |
| 7  | Stati Uniti (bandiera) | A     | Al Harrington    | 1980 | 206  | 104  |
| 8  | Italia (bandiera)      | C     | Danilo Gallinari | 1988 | 208  | 102  |
| 10 | Stati Uniti (bandiera) | G     | Julyan Stone     | 1988 | 198  | 91   |
| 11 | Stati Uniti (bandiera) | A     | Chris Andersen   | 1978 | 208  | 104  |
| 13 | Stati Uniti (bandiera) | A     | Corey Brewer     | 1986 | 206  | 84   |
| 21 | Stati Uniti (bandiera) | A     | Wilson Chandler  | 1987 | 203  | 100  |
| 24 | Stati Uniti (bandiera) | G     | Andre Miller     | 1976 | 188  | 91   |
| 25 | Russia (bandiera)      | C     | Timofej Mozgov   | 1986 | 216  | 113  |
| 31 | Brasile (bandiera)     | AC    | Nenê Hilário     | 1982 | 211  | 122  |
| 34 | Stati Uniti (bandiera) | C     | JaVale McGee     | 1988 | 213  | 108  |
| 35 | Stati Uniti (bandiera) | A     | Kenneth Faried   | 1989 | 203  | 103  |
| 41 | Grecia (bandiera)      | C     | Kosta Koufos     | 1989 | 213  | 120  |

## Staff tecnico
- Allenatore: George Karl
- Vice-allenatori: Melvin Hunt, John Welch, Chad Iske, Ryan Bowen
- Vice-allenatore/scout: Jesse Mermuys
- Preparatore fisico: Steve Hess
- Preparatore atletico: Jim Gillen